# Тур'я (притока Сосьви)
Тур'я (манс. та рос. Турья) — річка, права притока Сосьви, протікає в передгір'ях Уралу (Свердловська область, Російської федерації). Мілководна, несудноплавна. Довжина 128 км, площа басейну 1 160 км², середній стік за 72 кілометри від гирла —2.64 м³/с. Русло звивисте, ширина варіюється від 10 до, місцями, 50 метрів. Швидкість течії 1-2 м/с. Глибина від 0.2 до 0.5 м до 2 м на плесах. Долина річки місцями заболочена.

## Етимологія
Назва річки походить від двох мансійських слів «тур» — «озеро» та «я» — «річка».

## Гідрологія
Тур'я витікає з боліт, що розташовані на Пд-Зх від Верхнього та Нижньо Княспинських озер. Живлення змішане: талі води та дощі. Замерзає наприкінці жовтня, скресає — наприкінці квітня або на початку травня.

## Притоки
Річки Устея, Антіпінський витік та Лоб.
| Росія | Це незавершена стаття з географії Росії. Ви можете допомогти проєкту, виправивши або дописавши її. |